# Bledius fortis
Bledius fortis är en skalbaggsart som beskrevs av Leconte 1877. Bledius fortis ingår i släktet Bledius och familjen kortvingar. Inga underarter finns listade i Catalogue of Life.